# Glypta dubia
Glypta dubia är en stekelart som beskrevs av Julius Theodor Christian Ratzeburg 1852. Glypta dubia ingår i släktet Glypta och familjen brokparasitsteklar. Inga underarter finns listade i Catalogue of Life.